# Казаки (серия игр)
Казаки (англ. Cossacks) — серия исторических стратегий в реальном времени от украинской компании GSC Game World. Издавалась компаниями Руссобит-М и GSC World Publishing. Серия состоит из трёх игр и трёх дополнений.

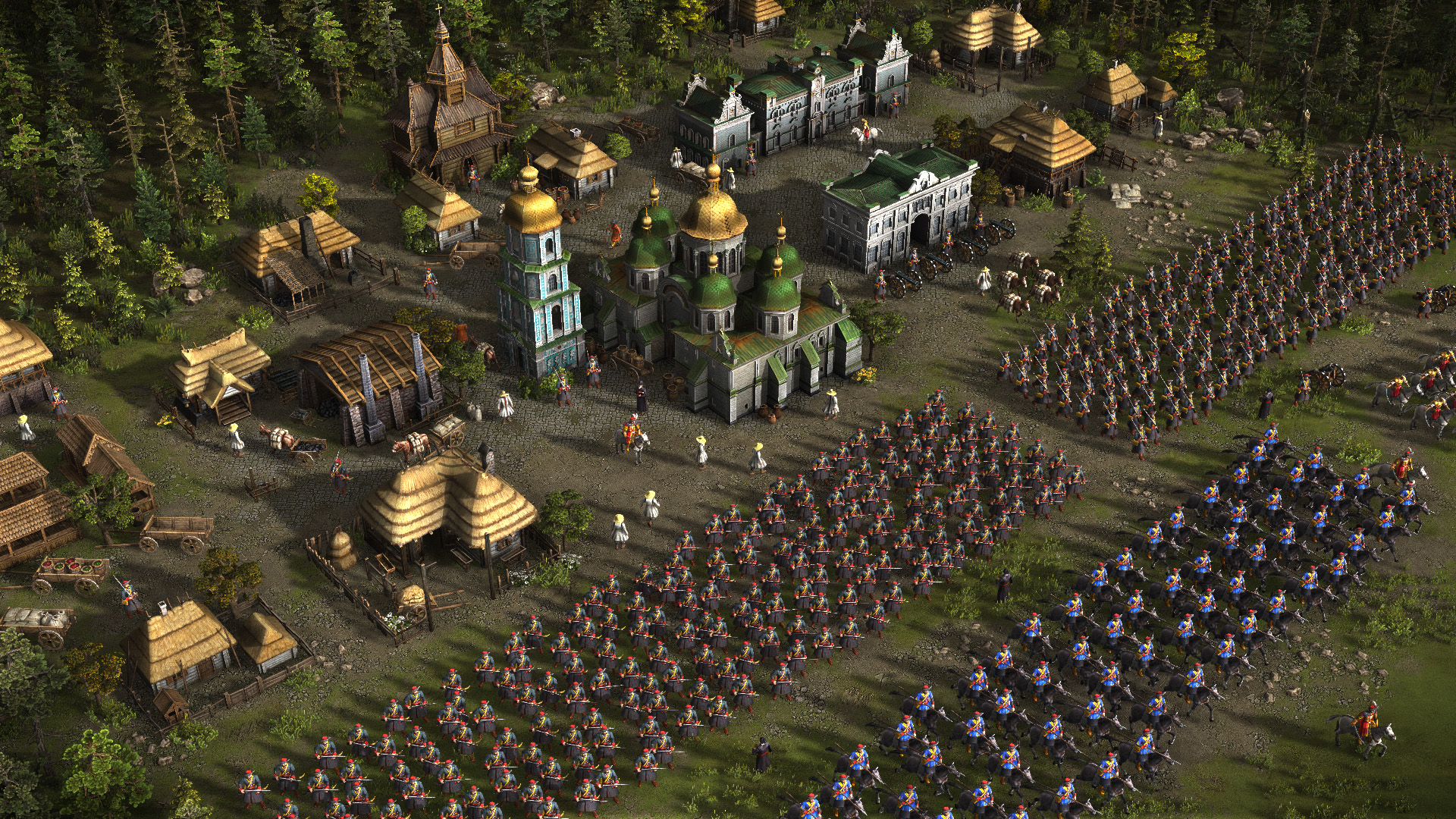
Казаки 3

## Игры
| Название                        | Дата выхода           | Описание | Жанр |
| ------------------------------- | --------------------- | --- | ---- |
| Казаки: Европейские войны       | 30 ноября 2000 года   | Первая игра серии, охватывает период XVII—XVIII веков. | RTS  |
| Казаки: Последний довод королей | 12 ноября 2001 года   | дополнение к игре Казаки: Европейские войны, добавляет 2 страны: Бавария и Дания и 6 новых кампаний. Расширяет временные рамки: игра начинается в XVI веке (Тунисская кампания). | RTS  |
| Казаки: Снова война             | 13 сентября 2002 года | дополнение к игре Казаки: Европейские войны, добавляет 2 страны: Венгрию и Швейцарию.                                                                                            | RTS  |
| Казаки II: Наполеоновские войны | 4 апреля 2005 года    | Вторая игра серии, охватывает период Наполеоновских войн. | RTS  |
| Казаки II: Битва за Европу      | 2006 год              | дополнение к игре Казаки II: Наполеоновские войны. Добавлены 3 новые страны: Испания, Польша и Рейнский союз.                                                                    | RTS  |
| Казаки 3                        | 20 сентября 2016 года | Ремейк первой части игры с улучшенной графикой, обновлёнными моделями и текстурами.                                                                                              | RTS  |